# Tell Ramad
Tell Ramad (àrab: تل رماد, Tall Ramād) és un jaciment arqueològic sirià d'època prehistòrica i neolítica situat als peus del mont Hermon, uns 20 quilòmetres al sud-oest de Damasc. El tel acull un assentament petit (2 hectàrees), que es va establir per primera vegada a finals del VIII mil·lenni aC.

## Història de la recerca
El tel va ser descobert pels agents de duanes francesos, M Company i el tinent Potut. Laurisson Ward va tornar a visitar-lo el 1939 i va recollir material de la superfície, ara al Museu Peabody de Cambridge. Tell Ramad va quedar oblidat fins que va ser redescobert per W. J. van Liere i Henri de Contenson; Conteston va dirigir les excavacions durant vuit campanyes entre 1963 i 1973.

## Característiques
Les característiques notables de l'etapa més primerenca inclouen un nombre de pous ovals amb forns i contenidors d'argila de 3 a 4 metres de diàmetre, paviments de calç i guix, amb forns i contenidors d'argila que s'ha suggerit que s'haurien utilitzat com a cases.
Tres figuretes d'argila, de les quals se'n van trobar fragments, podrien haver servit com a una mena de pedestal per als cranis que també s'hi van descobrir; calaveres i figuretes podrien haver estat enterrats ritualment junts. A la capa I, una fossa contenia sis cranis i a la capa II s'hi van trobar dues fosses amb 3 i 12 cranis. S'havien conservat acuradament tallats, possiblement per donar la impressió d'estar vius. S'hi 'han pogut detectar residus de color vermell. Aquest tipus de conservació apareix en gran part del sud del Llevant, així com l'enterrament secundari ritual, en què els difunts eren separats després de l'eliminació o dissolució de les parts més peribles, especialment del crani. S'ha parlat d'un "culte al crani".

### Alimentació
Tell Ramad és notable com un dels pocs llocs fonamentals per a la comprensió de l'origen de l'agricultura amb troballes que de diversos tipus de blat, ordi i lli domesticats. La presència de pisana és una característica important dels jaciments d'aquesta zona, on es creu que s'hi va introduir. Entre els aliments de plantes silvestres presents en el registre arqueològic del jaciment hi he festucs, ametlles, figues i peres silvestres. Tot i que les plantes portaven conreant-se des de feia ja dos mil·lennis, l'ús de plantes silvestres no havia disminuït en absolut. En canvi, la caça s'havia tornat extremadament marginal. Els habitants vivien en una zona encara densament boscosa en aquella època i els habitants cultivaven en petites clarianes que havien tallat al bosc.
La fauna de mamífers a Tell Ramad mostra que tant les ovelles i les cabres van ser domesticades per complet en el mateix temps i al mateix lloc encara que la proporció d'ovelles i cabres és de 3 a 1, respectivament.